# Манастир Светих царствених мученика Романових
Манастир Светих царствених мученика Романових се налази у засеоку Јасика, насељеног места Бачевци, на територији општине Бајина Башта, припада Епархији шабачкој Српске православне цркве.
Манастир посвећен великомученицима Романовима је, након трогодишњег боравка у Манастир Свете Тројице (Бјеле Воде), подигао уз благослов Епископа шабачког Лаврентија, подвижник и монах, дугогодишњи мисионар православља у Америци, данас архимандрит игуман Сергије (Федоров), родом из Русије, док је ктитор Вјачеслав Заренков, оснивач хуманитарног фонда „Ствараоци света”.
Градња манастирског комплекса започета је 2010. године, на земљишту који је поклонио Милојко Милосављевић. Темељи цркве су освештани 2012. године, а градња је завршена 2014. године. Елементи за градњу цркве стигли су из Архангелска у Русији, а звона из Почајевске лавре. Црква је живописана од стране руских уметника у аутентичном руском стилу.
Поред цркве, у саставу комплекса, налази се и прво постављена црква брвнара, конак и пратећи објекти. Ту се налази необична крстионица подигнута на извору живе воде у коју се погружава онај ко треба да се крсти.